# Velarde
Velarde är en ort i Mexiko.   Den ligger i kommunen Silao de la Victoria och delstaten Guanajuato, i den centrala delen av landet, 290 km nordväst om huvudstaden Mexico City. Velarde ligger 1 940 meter över havet och antalet invånare är 521.
Terrängen runt Velarde är kuperad åt nordost, men åt sydväst är den platt. Runt Velarde är det ganska tätbefolkat, med 222 invånare per kvadratkilometer. Närmaste större samhälle är Silao, 6,9 km söder om Velarde. Trakten runt Velarde består till största delen av jordbruksmark.